# Mario Alberto Albarrán
Mario Alberto Albarrán (* 4. Januar 1968 in Tejupilco, Edo. de México) ist ein ehemaliger mexikanischer Fußballspieler auf der Position des Torwarts.

## Laufbahn
Albarrán spielte zunächst bei diversen Vereinen in der zweiten Liga, ehe er am Tag vor seinem 30. Geburtstag erstmals in einem Spiel der höchsten mexikanischen Spielklasse zum Einsatz kam. Das Spiel endete mit einem 2:1-Sieg seiner Mannschaft Deportivo Toluca über den CF Monterrey und Albarrán musste sich nur nach einem Freistoß von Cleomar Pires geschlagen geben. Durch seine guten Leistungen entwickelte sich der 30-jährige Torhüter im Laufe des Turniers zum Stammtorwart der Diablos Rojos und konnte sich am Ende seiner ersten Halbsaison in der ersten Liga über seinen ersten von insgesamt vier Meistertiteln mit dem Deportivo Toluca FC freuen, wodurch Albarrán sich in seinen dreißiger Jahren noch zu einem der hinsichtlich seiner Titelgewinne erfolgreichsten mexikanischen Torhüter entwickelt hat. Auch beim Gewinn des zweiten Meistertitels im Torneo Verano 1999 stand Albarrán regelmäßig im Tor der Diablos Rojos, verpasste aber das Halbfinale und das Finale. Bei den beiden nächsten Meistertiteln kam er nur noch in sieben bzw. vier Partien zum Einsatz.

## Erfolge
- Mexikanischer Meister: Verano 1998, Verano 1999, Verano 2000, Apertura 2002